# Кабачковая икра
Кабачковая икра — один из видов овощной икры.

## Приготовление

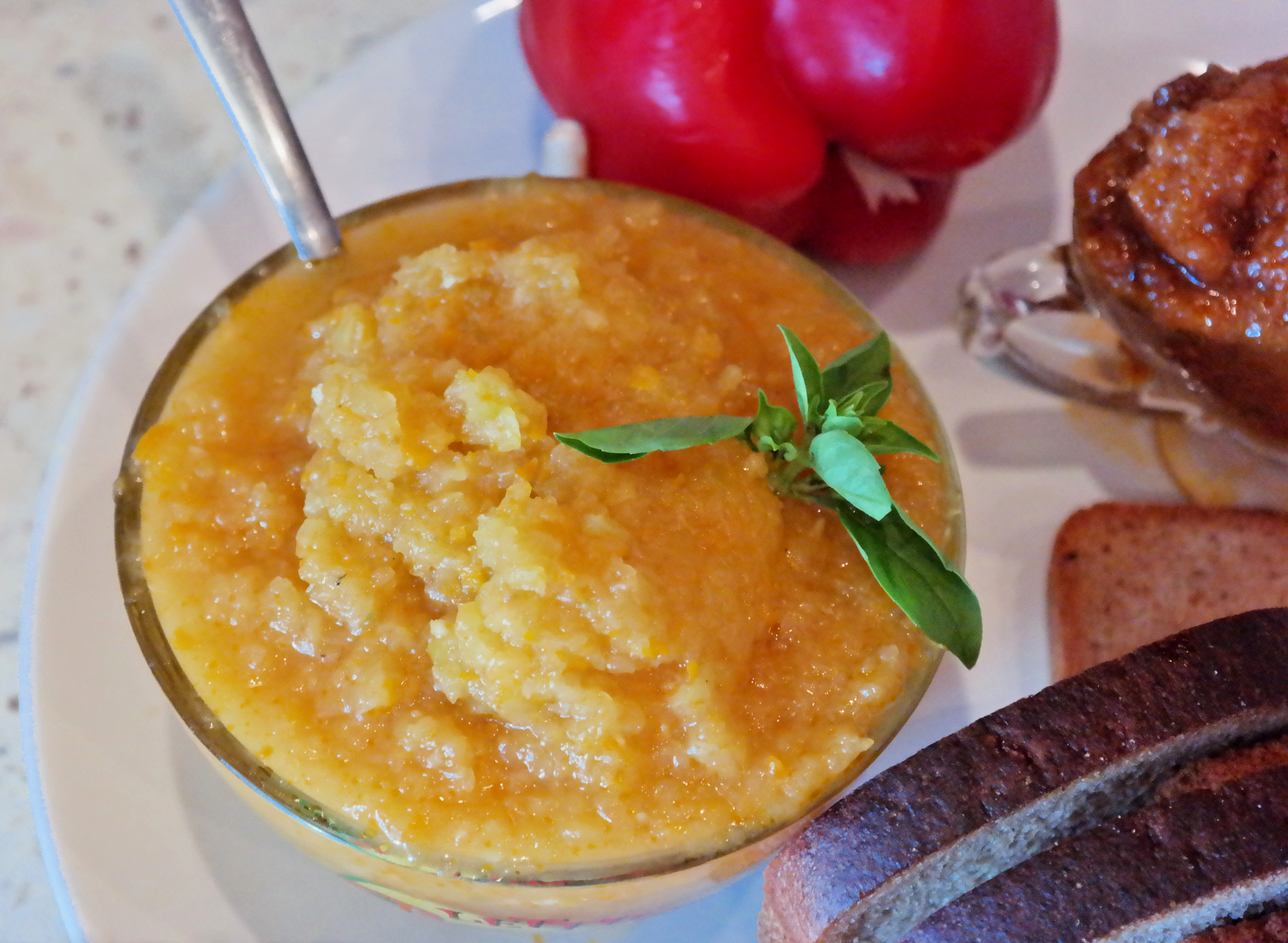
Кабачковая икра домашнего приготовления

Основные продукты для изготовления кабачковой икры: кабачки, морковь, лук, томатная паста. Добавляются также соль и специи. Кабачки для приготовления икры проходят через термическую обработку (в домашних условиях это может быть отваривание, запекание в жарочном шкафу или обжаривание).
Промышленный способ изготовления икры из кабачков несколько отличается от домашнего. Помимо массы из обжаренных свежих или замороженных кабачков могут использоваться так называемые «интенсивно обжаренные кабачки», — продукт, полученный после обработки бланшированной измельченной кабачковой массы на контактных паровых плитах, и представляющий собой карамелизованные коричневые частицы величиной 1—2 мм, которые пропитаны маслом и обладают запахом и вкусом жареных кабачков.

## Регламент качества
Органолептические показатели кабачковой икры регламентирует нормативный документ: ГОСТ Р 51926-2002 «Консервы. Икра овощная. Технические условия», где прописаны требования к консистенции и внешнему виду, вкусу, запаху и цвету продукта, изготовленному по ГОСТ. Что касается продукции, выпущенной по ТУ предприятий: данные требования не обязательны, но производители должны их учитывать, так как продукция, выпускаемая по собственным рецептурам предприятий, не должна уступать по качеству продукции, изготовленной по стандарту.